# 脊髓性肌萎缩伴进行性肌阵挛性癫痫
脊髓性肌萎缩伴进行性肌阵挛性癫痫（spinal muscular atrophy with progressive myoclonic epilepsy，SMA-PME），有时也称Jankovic-Rivera综合征（Jankovic–Rivera syndrome），是一种非常罕见的神经退行性疾病，症状包括缓慢进行性肌肉萎缩，主要影响远侧肌肉，伴有失神经支配和肌阵挛發作。科学文献仅载有12个家族患有SMA-PME。
SMA-PME与ASAH1基因的外显子2錯義突變（c.125C→T）或刪除有关，为常染色体隐性遗传。SMA-PME与一种名为法伯脂肪肉芽肿病的溶酶体疾病密切相关。与许多遗传紊乱疾病一样，SMA-PME尚无治愈方法。
美国研究者Joseph Jankovic和Victor M. Rivera在1979年首次描述了这种病症。

## ASAH1基因
ASAH1基因编码溶酶体中的酸性神经酰胺酶。溶酶体分解酸性神经酰胺酶，然后利用脂肪酸成分产生髓磷脂。髓磷脂围绕在机体神经周围，有助于信号在神经细胞间的传递，并提高传输速率。SMA-PME患者体内神经酰胺酶功能减弱三分之二。酸性神经酰胺酶分解缺乏导致髓磷脂缺乏，进而导致神经细胞损伤。

## 拓展阅读
- National Institutes of Health. . December 2013  [2019-09-21]. （原始内容存档于2020-10-01）.